# Folkens demokratiska parti (Turkiet)
Folkens demokratiska parti (turkiska: Halkların Demokratik Partisi, förkortat HDP, kurdiska: Partiya Demokratîk a Gela) är ett vänsterinriktat, prokurdiskt politiskt parti, som sedan 2015 är representerat i Turkiets parlament, Nationalförsamlingen.
Partiet leds av två partiledare, som sedan 22 juni 2014 är Selahattin Demirtaş och Figen Yüksekdağ. HDP är en del av den prokurdiska rörelsen i Turkiet, men har en bredare vänsterideologisk framtoning och söker även stöd bland etniska turkar.
HDP bildades 2012 som den politiska grenen av Folkets demokratiska kongress, HDK. HDK är en gemensam plattform för ett flertal socialistiska och gröna partier, samt fackföreningar, feministgrupper och grupper som arbetar för HBTQ-personers och etniska minoriteters rättigheter.
I presidentvalet 2014 fick HDP:s kandidat Selahattin Demirtaş 9.76% av rösterna.
I parlamentsvalet den 7 juni 2015 fick partiet 13,2% av rösterna, vilket innebar att de lyckades ta sig över parlamentets tioprocentsspärr. HDP var då det parti som fick flest röster bland turkiska medborgare bosatta i Sverige.
I nyvalet den 1 november 2015 fick HDP 10,77 % av rösterna, ger 59 mandat i parlamentet, enligt preliminära beräkningar efter valet.
2018 klarade HDP återigen att ta sig över tioprocentspärren.
Sedan 2021 har turkiska myndigheter försökt förbjuda HDP, med hänvisning till dess påstådda kontakter med PKK, något som kritiserats av bland annat Tyskland, USA, EU-parlamentet och Amnesty International.